# Как рождаются тосты
«Как рождаются тосты» — советский короткометражный сатирический фильм, снятый режиссёром Андреем Тутышкиным.

## Сюжет
В небольшом тресте Гортопсантехочиствод готовятся к встрече Нового года. У всех множество забот. Счетовод Плющ со свойственной бюрократу серьёзностью готовит тост, соответствующий торжественному моменту. Но в предпраздничной суматохе все забыли о потребителе, который приехал получать оборудование. В новогоднюю ночь он оказался запертым в подвале склада…

## В ролях
- Георгий Вицин — Плющ, счетовод треста, предкульткомиссии
- Леонид Харитонов — Гречкин, работник отдела кадров треста
- Георгий Георгиу — Иван Свиридович, работник планового отдела
- Алексей Грибов — водопроводчик
- Юрий Медведев — работник отдела снабжения треста
- Дмитрий Масанов — начальник отдела кадров
- Тамара Носова — Ляля, секретарь главного инженера
- Владимир Пицек — Сидоренко, заведующий складом
- Владимир Раутбарт — начальник планового отдела
- Павел Тарасов — главбух треста
- Эмма Трейвас — кассирша
- Валентина Хмара — Рая
- Владилена Харитонова — Людмила Ивановна, секретарь директора
- Александр Хвыля — Дмитрий Петрович, директор треста
- Григорий Шпигель — Аркадий Николаевич, главный инженер треста
- Виктор Маркин — сотрудник треста
- Данута Столярская — сотрудница треста
- Марина Фигнер — сотрудница треста
- Сергей Юртайкин — Курятников

## Съёмочная группа
- Режиссёр: Андрей Тутышкин
- Сценарист: Василий Сухаревич
- Оператор: Эмиль Гулидов
- Композитор: Александр Зацепин
- Художник: Борис Чеботарёв